# Apterostigma collare
Apterostigma collare är en myrart som beskrevs av Carlo Emery 1896. Apterostigma collare ingår i släktet Apterostigma och familjen myror. Inga underarter finns listade.